# 진실주집 (보물 제921호)
진실주집(眞實珠集)은 서울특별시 서대문구에 있는 목판본 책이다. 1987년 7월 16일 대한민국의 보물 제921호로 지정되었다.

## 개요
중국 송나라의 예묘행이 선(禪)을 닦는 이름높은 스님들의 새김글(명<銘>), 시가(詩歌), 심요(心要), 불교와 관련한 명언과 시문 등을 모아 편집한 것이다.
당시 진의부사로 있던 황오신이 쓴 글씨로 표본을 제작해 윤필상, 노사신, 한계희의 감수를 거쳐 간행되었다. 세조 8년(1462) 불교의 경전 간행을 맡아보던 간경도감에서 새긴 최초 간행본으로 새김이 정교하고 인쇄가 깨끗하며 상태도 양호하다. 크기는 가로 17.5cm, 세로 26.8cm이다.
현재까지 알려진 간경도감에서 간행된 판본 가운데 가장 오래된 것이다.

## 같이 보기
- 진실주집

## 참고 자료
- 진실주집 - 국가유산청 국가유산포털